# 主治医
主治医（しゅじい）は、ある患者の疾患の診療方針全般に対して主たる責任を有する医師のことである。外来診療や入院診療における「担当医」と同義であることが多いが、ある患者の身体・健康、その他の状態について最もよく理解している者であることが期待される。
複数の診療科を同時に受診している場合には複数の「担当医」が存在することになり、またひとつの診療科においても複数の医師によって構成される診療チームがひとりの患者を担当することもあるため、「主治医」の定義は必ずしも明確ではない。また、テレビ番組『主治医が見つかる診療所』（テレビ東京）という番組名に見られるように、自分の身体や健康を任せるべき医師を「（自分の）主治医」と解釈することもある。
それまで外来診療を受けていた患者がそれと同じ医療機関に入院した場合、外来でその患者の診療を担当していた医師とは別の医師が担当医になる場合がある。その場合、患者が外来担当医を「（自分の）主治医」だとして入院診療においても担当されることを希望しても、入院後に一度決まった担当医の変更は病院の効率的な運営という観点から困難なことが多い。
また、ユニークな制度として「主治医2人制度」がある。
外来では他の診療科の医師が患者に接することは少ないが、診察を受ける曜日や時間によって同じ診療科の中で別の医師が患者に接することになる。この場合でも診療録に担当医として一人の医師が明確に記載されている。外来の場合は、かかりつけ医と同じであるとする解釈と、異なるとする解釈があり、後者ではかかりつけ医は患者が受ける医療を時系列で記録・管理し、適切な病院へ紹介すると考える。

## かかりつけ医
日本医師会・四病院団体協議会では、2013年8月8日の「医療提供体制のあり方」において、かかりつけ医を「なんでも相談できる上、最新の医療情報を熟知して、必要な時には専門医、専門医療機関を紹介でき、身近で頼りになる地域医療、保健、福祉を担う総合的な能力を有する医師。」と定義している。それを踏まえ、日本医師会では、今後のさらなる少子高齢社会を見据え、地域住民から信頼される「かかりつけ医機能」のあるべき姿を評価し、その能力を維持・向上するための研修として、日医かかりつけ医機能研修制度を実施している。
また、かかりつけ医と、総合診療医(General practitioner,GP)について、各国のかかりつけ医制度との比較がたびたびなされている。 

### 地域包括診療
2014年の診療報酬改定にて、「地域包括診療料」および「地域包括診療加算」が新設され、2016年の診療報酬改定において、常勤医師が３人以上から２人以上になるなど施設基準が緩和された。複数の慢性疾患を有する患者に対し、継続的かつホーリズム的医療を提供する場合に、以下のどちらかの算定を行うことができる。
- 地域包括診療料（1503点、月1回）
  - 対象医療機関は、診療所または200床未満の病院。
  - 診療報酬は包括払い制度。ただし、時間外休日深夜診療、地域連携、在宅医療、薬剤料、急性増悪については出来高払いとなる。
- 地域包括診療加算（1回につき20点）
  - 対象医療機関は、診療所。

対象疾患は、高血圧症、糖尿病、脂質異常症、認知症の4疾病のうち、2つ以上を持つ患者。
算定を行うに際し、主治医は以下の要件が求められている。
- 患者が他にかかっている医療機関、および処方を受けている医薬品を全て把握していること。
- 健康診断の受診勧奨を行うこと。受診結果をカルテに記載すること。
- 介護保険関連の手続きを担っていること。
- 時間外対応加算を行っている、常時2人以上勤務、在宅療養支援診療所指定、のいずれかを満たすこと。

### 認知症地域包括診療
2016年の診療報酬改定において、複数疾患を有する認知症患者に対して、継続的かつ全人的な医療等を実施する場合に、主治医機能としての評価を行うため新設された。
- 認知症地域包括診療料（1515点、月1回）
  - 施設基準は、地域包括診療料の届出を行っていること。

- 認知症地域包括診療加算（1回につき30点）
  - 施設基準は、地域包括診療加算の届出を行っていること。

### 高齢者担当医（廃止）
後期高齢者医療制度においては、かつて「高齢者担当医」制度があり、指定の慢性疾患に対する継続的な管理を行うことに対して診療報酬を月600点算定できた（2010年に廃止）。
- 対象医療機関は、診療所（半径4km以内に診療所が存在しない場合は病院）。
- 対象疾患は、結核、甲状腺障害、糖尿病、脂質異常症、高血圧性疾患、不整脈、心不全、脳血管疾患、喘息、気管支拡張症、胃潰瘍、アルコール性慢性膵炎、認知症

## 介護保険
日本の社会保険制度のひとつである介護保険では、その適用の認定のために『主治医意見書』を必要とするが、ここでは主治医を「主治の医師」と定義している。